# Vallesia glabra
Vallesia glabra es una especies de plantas perteneciente a la familia Apocynaceae. Es originaria de América tropical.

## Descripción
Es un arbusto que mide de 2.5 a 3 m de altura. Tiene las hojas alargadas, pequeñas y el anverso de color verde pálido y como aterciopeladas, y el reverso, de color café claro. Las flores son verdosas o blancas y los frutos verdes.  

## Propiedades
Esta hermosa planta brinda cobijo, descanso, alimento y líquido para numerosas aves, que descansan bajo su sombra y se alimentan de sus frutos, parecidos a uvas pequeñas de color blanco.
En Sinaloa, se usa para curar el empacho y la diarrea. El tratamiento consiste en tomar en ayunas tres tazas diarias del cocimiento de la cáscara y las hojas de la cacaragua.
En Sonora, se ocupa el fruto y las hojas (aunque no se especifica de que manera) para atender la inflamación y la carnosidad de los ojos, el sarampión, las reumas y los dolores musculares.
Historia
En el siglo XX, Maximino Martínez menciona su uso para las enfermedades de los ojos.
Química
Estudios realizados demostraron que extractos metanólicos de hojas verdes de Vallesia glabra presentan propiedades anti-insectos y toxicidad aguda en Artemia salina, posiblemente por interferencia con las fuentes de energía celular.

## Taxonomía
Vallesia glabra fue descrita por (Cav.) Link y publicado en Enumeratio Plantarum Horti Regii Berolinensis Altera 1: 207. 1821.
Sinonimia
- Rauvolfia glabra Cav.
- Vallesia chiococcoides Kunth
- Vallesia cymbifolia Ortega
- Vallesia dichotoma Ruiz & Pav.
- Vallesia glabra var. glabra
- Vallesia glabra var. pubescens (Andersson) Wiggins
- Vallesia inedita Guib.
- Vallesia punctata Spreng.[4]

## Nombre común
- citavaro, huevito, palo verde.[1]